# Mitsubishi
Mitsubishi Group (三菱グループ, Mitsubishi Gurūpu),que significa "Tres rombes" com indica el seu anagrama. És un conglomerat de companyies japoneses format per empreses autònomes que comparteixen la marca Mitsubishi. El grup forma un conjunt anomenat Mitsubishi Keiretsu, que és un tret característic d'empreses japoneses, on diverses companyies dins un mateix grup tenen participacions entre si, comparteixen personal i tenen cooperacions estratègiques. Les 29 empreses més importants formen part de la Mitsubishi Kin'yōkai, i es reuneixen mensualment. El comitè Mitsubishi.com s'encarrega de mantenir la integritat de la marca així com la plana web del grup.

## Història
La primera companyia Mitsubishi es dedicava al transport per mar, i va ser fundada per Yataro Iwasaki (1834 — 1885) el 1870. El 1873 el com va canviar a Mitsubishi Shokai (三菱商会). El nom Mitsubishi (三菱) té dues parts: "mitsu", que significa "tres" i "bishi", que és una planta aquàtica, però que també es fa servir per dir diamant. El logo dels tres diamants, compartit amb més de quaranta companyies més dins del keiretsu, va ser triat per Yataro Iwasaki, ja que suggeria l'emblema del clan Tosa que va ser el primer a donar-li feina, i perquè el seu propi escut de família era tres rombes un sobre l'altre, i a partir del logo va sortir el nom de l'empresa.
L'empresa es va explandir al negoci del carbó el 1881 comprant la mina de Takashima, i va fer servir el combustible que produïa per alimentar la seva extensa flota. També es va diversificar cap a la banca, les assegurances, naus industrials i comerç. La diversificació posterior va portar l'empresa a sectors com el paper, l'acer, el vidre, equipaments elèctrics, avions, petroli i immobiliària. A mesura que Mitsubishi construïa un conglomerat d'empreses, va tenir un paper molt important en la modernització de la indústria japonesa.
Les diversificacions van portar a les següents divisions:
- El Mitsubishi Bank, (que ara és part del Mitsubishi UFJ Financial Group) va ser fundat el 1919. Després de fusionarse amb el Bank of Tokyo el 1996, i UFJ Holdings el 2004, és el banc més gran del Japó.
- Mitsubishi Corporation, fundada el 1950, és l'empresa japonesa més gran de comerç general.
- Mitsubishi Heavy Industries, que inclou les següents companyies:
  - Mitsubishi Motors, el quart fabricant japonès d'automòbils.
  - Mitsubishi Atomic Industry, una empresa d'energia nuclear.
  - Mitsubishi Chemical, l'empresa química més gran del japó.
  - Nikon Corporation, una empresa d'equips fotogràfics.

### Segona Guerra Mundial
El Mitsubishi Zero va ser un caça principal de la marina japonesa a la Segona Guerra Mundial. Era utilitzat per la Marina Imperial Japonesa per a l'atac a Pearl Harbor i als atacs kamikaze fins al final de la guerra. Els pilots aliats estaven astorats davant la seva maniobrabilitat, i va ser molt reeixit en combat fins que els aliats van inventar tàctiques per aprofitar la major capacitat de tir i de capcineig dels avions aliats.
A banda de caces, Mitsubishi també va crear diversos bombarders, com el Mitsubishi G3M, el Mitsubishi G4M, el Mitsubishi Ki-21, i ek Mitsubishi Ki-67.

#### El tampteig dels pilots dels caces Zero
Els caces zero varen començar a perdre tots els avantatges que tenien sobre els Boeings, Mustang (avió), Spitfire i altres avions americans sense que cap fabricant japonés ho conegués, ja que els pilots dels Zero utilitzaven la tècnica del tempteig per a comptar els avions i vaixells enemics, on segons les seves estadistiques, per cada Zero abatut, es destruïen 15 avions americans, mentre que de veritat, per cada Boeing es destruïen 15 Zeros. Com es pot comprovar en aquesta taula, el tampteig no era una bona idea.
| Pèrdues americanes del 8 al 15 d'abril del 1943 |                           |       |
| ----------------------------------------------- | ------------------------- | ----- |
| Nom                                             | Anunciades pels japonesos | Reals |
| Creuers                                         | 1                         | -     |
| Destructors                                     | 2                         | 1     |
| Vaixells d'escolta                              | -                         | 1     |
| Transports                                      | 25                        | 2     |
| Petrolers                                       | -                         | 1     |
| Avions                                          | 150                       | 25    |
| Total vaixells                                  | 28                        | 5     |

### Post-guerra
Mitsubishi es va dividir en empreses diferents el 1946 sota la política governamental de descentralitzar la indústria. Aquestes noves companyies van utilitzar la seva tecnologia acumulada i altres punts forts per buscar creixement amb models de negoci separats. Com a companyies independents, van col·laborar entre si en diferents aspectes, com en la petroquímica i l'energia nuclear, però també competien en altres sectors. Les empreses Mitsubishi formen una entitat anomenada Mitsubishi keiretsu, o Grup Mitsubishi.

### Nova era
Mitsubishi va participar en el fins llavors mai vist creixement econòmic del Japó els anys 50 i 60. Per exemple, alhora que el Japó modernitzava la seva indústria de l'energia i els materials, les empreses Mitsubishi creaven Mitsubishi Petrochemical, Mitsubishi Atomic Power Industries, Mitsubishi Liquefied Petroleum Gas, i Mitsubishi Petroleum Development.
L'èmfasi tradicional de Mitsubishi en del desenvolupament tecnològic era en camps l'espai, l'aviació, el mar, comunicacions, ordinadors i semiconductors. Les empreses Mitsubishi també eren actives en béns de consum i serveis.
El 1970, les empreses Mitsubishi van establir la Mitsubishi Foundation (Fundació Mitsubishi) per commemorar el centenari de la fundació de la primera empresa Mitsubishi. Les companyies també tenen a nivell individual diversos programes de caritat. Els pavellons de Mitsubishi han estat grans atraccions a les exposicions del Japó des de la històrica edició de la EXPO'70 a Osaka el 1970.
El 2007, la Mitsubishi Corporation és l'empresa més gran del Japó de comerç general, amb més de 200 bases d'operacions en aproximadament 80 països arreu del món. Entre les més de 500 empreses Mitsubishi donen feina a aproximadament 54,000 persones.

## Empreses Mitsubishi

### Empreses Principals
- Asahi Glass Co.
- The Bank of Tokyo-Mitsubishi UFJ, Ltd.
- Kirin Brewery Co., Ltd.
- Meiji Yasuda Life Insurance Company
- Mitsubishi Agricultural Machinery
- Mitsubishi Aluminum Co., Ltd.
- Mitsubishi Cable Industries, Ltd.
- Mitsubishi Chemical Corporation (part de Mitsubishi Chemical Holdings Corporation)
- Mitsubishi Corporation (Trading company)
- Mitsubishi Electric Corporation
- Mitsubishi Estate Co., Ltd.
- Mitsubishi Fuso Truck and Bus Corporation
- Mitsubishi Gas Chemical Company, Inc.
- Mitsubishi Heavy Industries, Ltd.
- Mitsubishi Kakoki Kaisha, Ltd.
- Mitsubishi Logistics Corporation
- Mitsubishi Materials Corporation
- Mitsubishi Motors (Automobile manufacturing and sales)
- Mitsubishi Paper Mills, Ltd.
- Mitsubishi Plastics, Inc.
- Mitsubishi Rayon Co., Ltd.
- Mitsubishi Research Institute, Inc.
- Mitsubishi Shindoh Co., Ltd.
- Mitsubishi Steel Mfg. Co., Ltd.
- Mitsubishi UFJ Trust and Banking Corporation (part de Mitsubishi UFJ Financial Group)
- Nikon Corporation
- Nippon Oil Corporation
- NYK Line (Nippon Yusen Kabushiki Kaisha)
- P.S. Mitsubishi Construction Co., Ltd.
- Tokio Marine & Nichido Fire Insurance Co., Ltd.

Aquestes companyies són membres del Mitsubishi Kinyokai, i es reuneixen mensualment.

### Organitzacions relacionades
- Atami Yowado
- Chitose Kosan Co., Ltd.
- Dai Nippon Toryo Co., Ltd.
- The Dia Foundation for Research on Ageing Societies
- Diamond Family Club
- Kaitokaku
- Koiwai Noboku Kaisha, Ltd.
- LEOC JAPAN Co., Ltd.
- Marunouchi Yorozu Corp.
- Meiwa Corporation
- Mitsubishi C&C Research Association
- Mitsubishi Club
- Mitsubishi Corporate Name and Trademark Committee
- Mitsubishi Economic Research Institute
- The Mitsubishi Foundation
- Mitsubishi Kinyokai
- Mitsubishi Marketing Association
- Mitsubishi Motors North America
- Mitsubishi Public Affairs Committee
- The Mitsubishi Yowakai Foundation
- MT Insurance Service Co., Ltd.
- Seikado Bunko Art Museum
- Shonan Country Club
- Sotsu Corporation
- The Toyo Bunko